# Terézia Mora

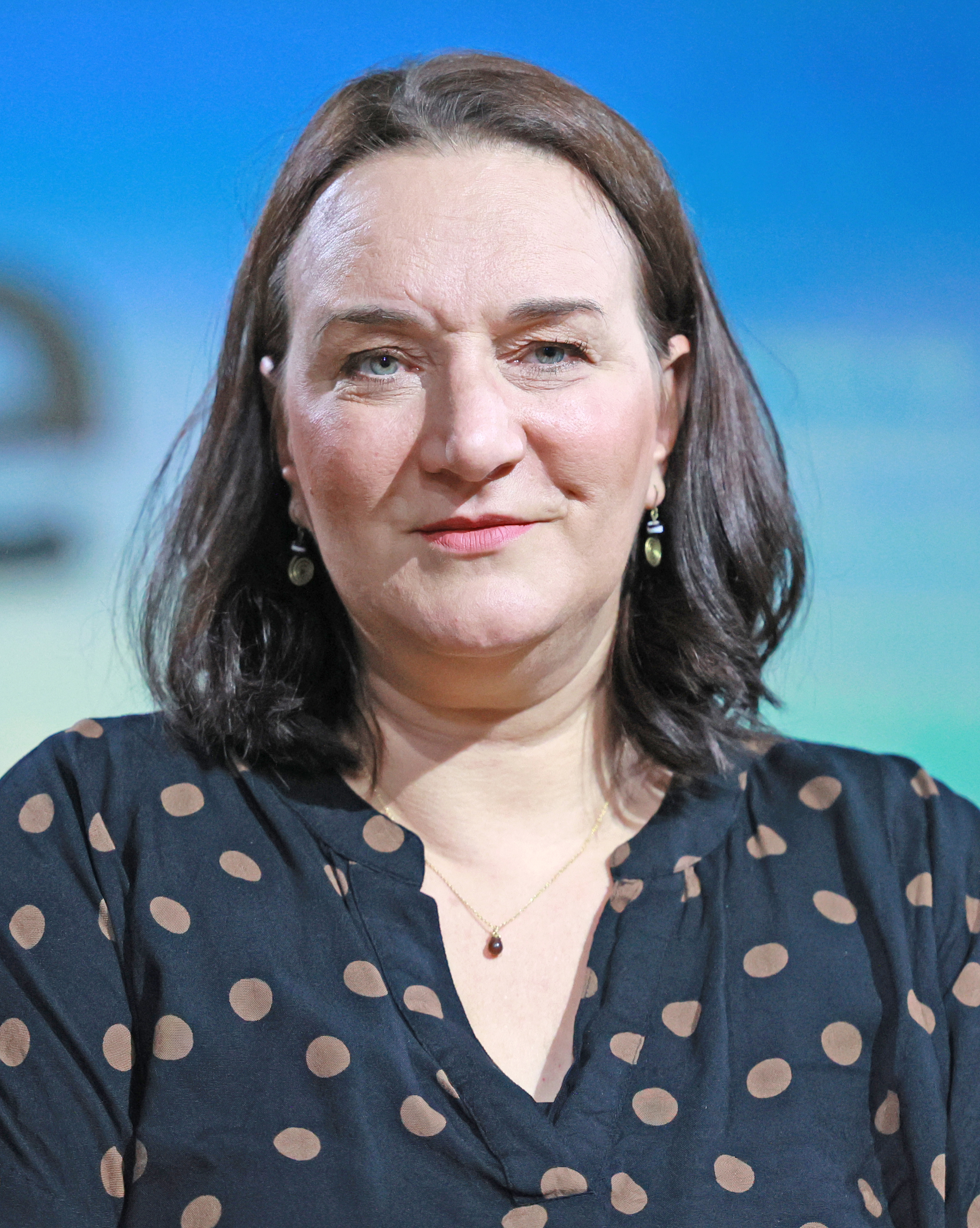
Terézia Mora (2023)

Terézia Mora [anhörenⓘ ˈtɛreːziɒ ˈmorɒ] (* 5. Februar 1971 in Sopron (Ödenburg), Ungarn) ist eine deutsch-ungarische Schriftstellerin, Drehbuchautorin und Übersetzerin.

## Leben und Werk
Terézia Mora wuchs in einer Familie, die zur deutschen Minderheit gehört, zweisprachig ungarisch und deutsch auf. Nach der politischen Wende in Ungarn ging sie 1990 zum Studium der Hungarologie und Theaterwissenschaft an die Humboldt-Universität nach Berlin. Seitdem lebt sie im Berliner Stadtteil Prenzlauer Berg. An der Deutschen Film- und Fernsehakademie (dffb) wurde sie zur Drehbuchautorin ausgebildet. Seit 1998 arbeitet sie hauptberuflich als freie Schriftstellerin und Übersetzerin. Mora verfasst ihre Werke auf Deutsch, nachträglich werden sie von der Übersetzerin Lidia Nádori ins Ungarische übertragen.
Mora arbeitete rund zehn Jahre an einer Trilogie um den IT-Spezialisten Darius Kopp: Der einzige Mann auf dem Kontinent von 2009, Das Ungeheuer von 2013 und Auf dem Seil von 2019. Für Das Ungeheuer, in dem ihr Romanheld Kopp versucht, den Selbstmord seiner Frau zu verarbeiten und droht, daran zu zerbrechen, wurde Mora 2013 mit dem Deutschen Buchpreis ausgezeichnet. Im letzten Teil der Trilogie lässt Mora ihren Protagonisten nach einem Burn-out und Verlust seines Jobs in ein prekäres Leben in Berlin versinken.
2021 erschien Moras Tage- und Arbeitsbuch Fleckenverlauf, in dem sie ihr eigenes Leben und den gesellschaftlichen Alltag genau über fünfeinhalb Jahre beobachtet.
2023 wurde auch ihr Roman Muna oder Die Hälfte des Lebens, in dem die Ich-Erzählerin Muna Abbelius mit seelischer und physischer Gewalt in ihrer Beziehung konfrontiert wird, für den Deutschen Buchpreis nominiert und schaffte es als Finalist auf die Shortlist. Der Roman thematisiert eine gesellschaftlich internalisierte Misogynie.
Mora ist Mitglied des Deutschen PEN-Zentrums und Gründungsmitglied des PEN Berlin. 2015 wählte die Deutsche Akademie für Sprache und Dichtung sie zum Mitglied. Sie ist verheiratet und hat eine Tochter.

## Auszeichnungen
- 1997: Würth-Literaturpreis für ihr Drehbuch Die Wege des Wassers in Erzincan sowie den Open-Mike-Literaturpreis der Berliner LiteraturWERKstatt für die Erzählung Durst
- 1999: Ingeborg-Bachmann-Preis für die Erzählung Der Fall Ophelia, enthalten in ihrem ersten Erzählband Seltsame Materie
- 2000: Adelbert-von-Chamisso-Förderpreis
- 2001: Inselschreiber auf Sylt
- 2002: Jane Scatcherd-Preis der Heinrich Maria Ledig-Rowohlt-Stiftung für ihre Übersetzung von Péter Esterházys Harmonia Caelestis
- 2004: Mara-Cassens-Preis, Förderpreis zum Kunstpreis der Akademie der Künste (Berlin), Preis der Leipziger Buchmesse für ihren Roman Alle Tage (Kategorie: Belletristik)
- 2005: Preis der LiteraTour Nord
- 2006: Villa Massimo-Stipendium
- 2006/2007: Tübinger Poetik-Dozentur zusammen mit Péter Esterházy
- 2007: Franz-Nabl-Preis
- 2010: Adelbert-von-Chamisso-Preis, Erich-Fried-Preis
- 2011: Übersetzerpreis der Kunststiftung NRW für ihre Übersetzung von Péter Esterházys Ein Produktionsroman (Zwei Produktionsromane) aus dem Ungarischen und zugleich für ihr Lebenswerk[10]
- 2011: „Grenzgänger-Stipendium“ der Robert Bosch Stiftung für Recherchen zu Das Ungeheuer
- 2013: Deutscher Buchpreis für Das Ungeheuer
- 2013/2014: Frankfurter Poetik-Dozentur
- 2017: Bremer Literaturpreis für Die Liebe unter Aliens
- 2017: Preis der Literaturhäuser
- 2017: Solothurner Literaturpreis
- 2018: Roswitha-Preis[11]
- 2018: Georg-Büchner-Preis[12]
- 2021: Brüder-Grimm-Poetikprofessur
- 2021: Verdienstorden der Bundesrepublik Deutschland[13]
- 2022: Samuel-Bogumil-Linde-Preis[14]
- 2023: Deutscher Buchpreis – Shortlist (Muna oder Die Hälfte des Lebens)[15]

## Werke
Prosa
- Seltsame Materie, Erzählungen. Rowohlt Verlag, Reinbek 1999, ISBN 978-3-498-04471-8
- Alle Tage, Roman. Luchterhand, München 2004, ISBN 978-3-630-87185-1
- Der einzige Mann auf dem Kontinent, Roman. Luchterhand, München 2009, ISBN 978-3-630-87271-1
- Das Ungeheuer, Roman. Luchterhand, München 2013, ISBN 978-3-630-87365-7
- Die Liebe unter Aliens, Erzählungen. Luchterhand Literaturverlag, München 2016, ISBN 978-3-630-87319-0
- Auf dem Seil, Roman. Luchterhand, München 2019, ISBN 978-3-630-87497-5
- Fleckenverlauf. Ein Tage- und Arbeitsbuch. Luchterhand, München 2021, ISBN 978-3-630-87669-6
- Muna oder Die Hälfte des Lebens, Roman. Luchterhand, München 2023, ISBN 978-3-630-87496-8[16]

Poetik-Vorlesungen
- Nicht sterben, Luchterhand, München 2015, ISBN 978-3-630-87451-7
- Der geheime Text. Salzburger Stefan Zweig Poetikvorlesung, Sonderzahl Verlagsgesellschaft, Wien 2016, ISBN 978-3-85449-451-5

Drehbücher
- Die Wege des Wassers in Erzincan, Spielfilm, 30 Min. (1998)
- Boomtown/Am Ende der Stadt, Spielfilm, 30 Min. (1999)
- Das Alibi, Spielfilm, 90 Min. (2000)

Theaterstück
- So was in der Art (2003)

Hörspiel
- Miss June Ruby (NDR, 2005)
- Guter Rat. Ringen um das Grundgesetz (WDR/DLF/BR für die Hörspielprogramme der ARD, 2019)[17]

Essay
- Über die Drastik. In: BELLA triste, Nr. 16 (2006)

## Übersetzungen
- Péter Esterházy: Harmonia Caelestis. Berlin Verlag, Berlin 2001
- István Örkény: Minutennovellen. Suhrkamp, Frankfurt 2002
- Péter Zilahy: Die letzte Fenstergiraffe. Eichborn, Frankfurt 2004
- Lajos Parti Nagy: Meines Helden Platz. Luchterhand Literatur, München 2005
- Peter Esterházy: Flucht der Prosa. In: Einführung in die schöne Literatur. Berlin Verlag, Berlin 2006
- Péter Esterházy: Keine Kunst. Berlin Verlag, Berlin 2009
- Péter Esterházy: Ein Produktionsroman (Zwei Produktionsromane). Berlin Verlag, Berlin 2010
- Gábor Németh: Bist Du Jude?. Edition Atelier, Wien 2011
- Zsófia Bán: Abendschule. Fibel für Erwachsene. Suhrkamp, Berlin 2012
- Zsófia Bán: Als nur die Tiere lebten. Suhrkamp, Berlin 2014
- Zsófia Bán: Weiter atmen. Suhrkamp, Berlin 2020
- Attila Bartis: Das Ende. Suhrkamp, Berlin 2017
- Zoltán Danyi: Der Kadaverräumer. Suhrkamp, Berlin 2018
- András Forgách: Akte geschlossen. Meine Mutter, die Spionin. S. Fischer, Frankfurt 2019[18]
- Andrea Tompa: Omertà. Buch des Schweigens, Roman. Suhrkamp, Berlin 2022
- Dénes Krusovszky: Das Land der Jungen, Erzählungen. Die Andere Bibliothek, Berlin 2024